# U8-as metróvonal (München)
Az U8-as metróvonal (eredeti nevén U-Bahnlinie 8) a müncheni metróhálózat tagja, Olympiazentrum és Neuperlach Zentrum között közlekedik. Önálló útvonala nincsen, Olympiazentrum és Scheidplatz között azonos útvonalon halad az U3-as, majd onnan az Innsbrucker Ring állomásig az U2-es metró nyomvonalán halad, végül U5-ös metrón keresztül éri el Neuperlach Zentrum végállomást. Csak szombaton közlekedik.
A vonal színe: vörös-narancs.

## Állomáslista és átszállási lehetőségek
| U8 (Olympiazentrum ↔ Neuperlach Zentrum) |                                                               |
| Megállóhely                              | Átszállási kapcsolatok                                        |
| Olympiazentrum                           | 173 , 180 P+R                                                 |
| Petuelring                               | 173 , 177 , 178                                               |
| Scheidplatz                              | , 140 , 141 , 142 , 144                                       |
| Hohenzollernplatz                        | , 53 , 59                                                     |
| Josephsplatz                             | 153 , 154                                                     |
| Theresienstraße                          |                                                               |
| Königsplatz                              | 100 , 150                                                     |
| Hauptbahnhof                             | München Hauptbahnhof Bayerische Oberlandbahn , 58 , 100 , 150 |
| Sendlinger Tor                           | , 62                                                          |
| Fraunhoferstraße                         | , 132                                                         |
| Kolumbusplatz                            | , 52 , 58                                                     |
| Silberhornstraße                         | , 58 , 148 , X30                                              |
| Untersbergstraße                         |                                                               |
| Giesing                                  | , 54 , 59 , 139 , 147 , 220 P+R                               |
| Karl-Preis-Platz                         | 55 , 59 , 145 , 155                                           |
| Innsbrucker Ring                         | , P+R                                                         |
| Michaelibad                              | 195 , 199 P+R                                                 |
| Quiddestraße                             | 139 , 192 , 197 , 199                                         |
| Neuperlach Zentrum                       | 55 , 139 , 192 , 196 , 197 , 198 , 199                        |